# Basalto

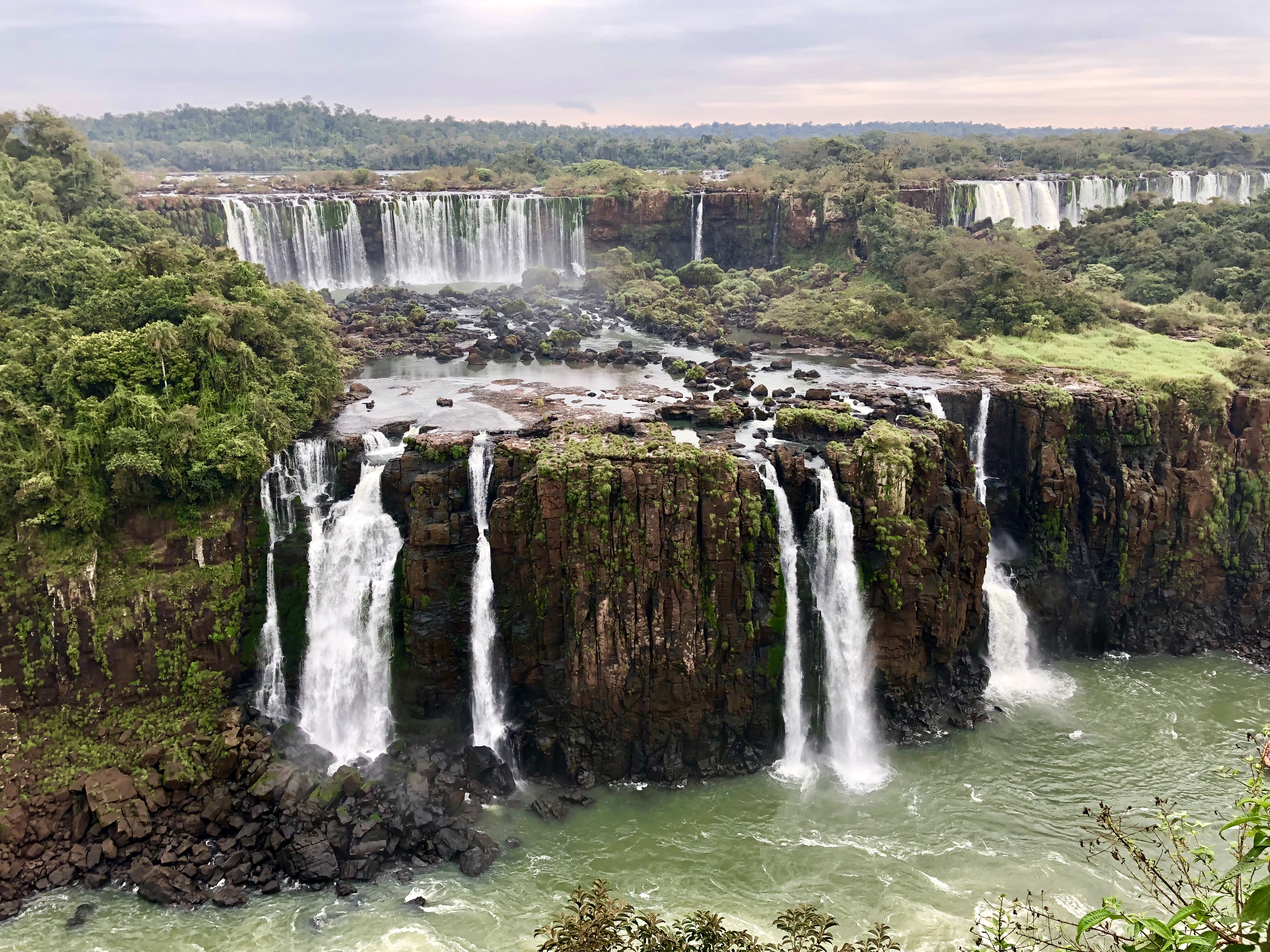
Perfil basáltico da Província Magmática do Paraná, nas Cataratas do Iguaçu, Brasil/Argentina.

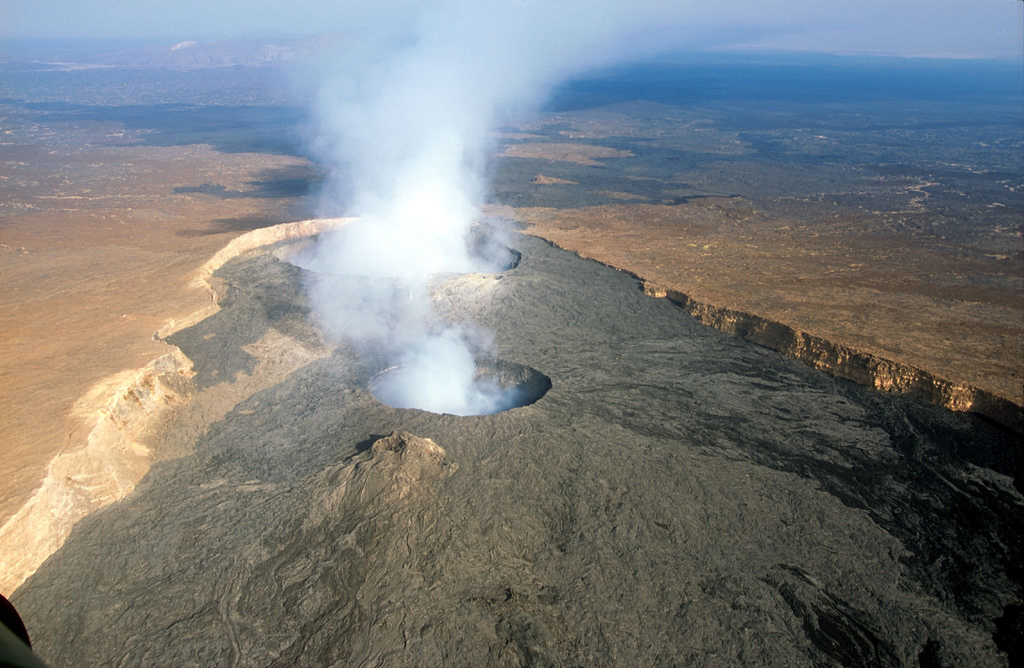
Lavas basálticas escuras do Erta Ale, um vulcão em escudo da Etiópia.

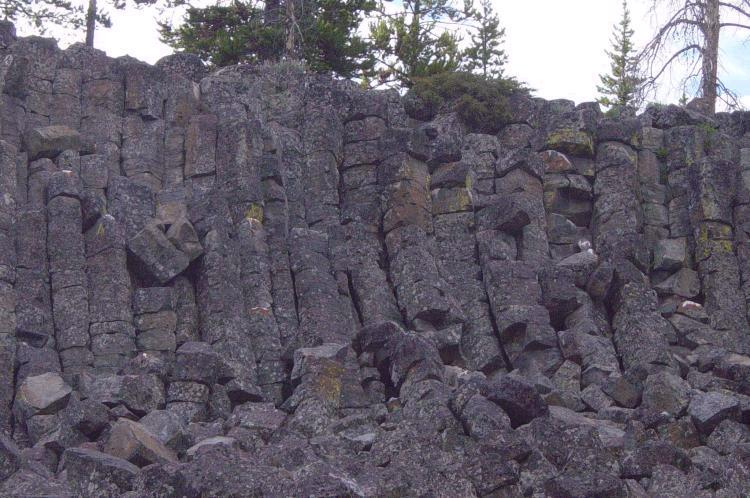
Pedreira de basalto colunar (Sheepeater Cliff, Yellowstone).

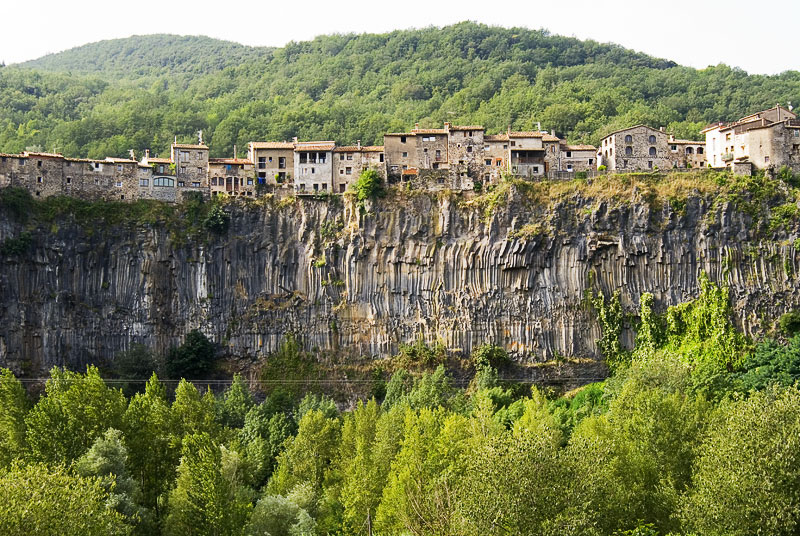
Castellfullit de la Roca, em Gerona (Espanha), uma povoação construída sobre colunas basálticas.

O basalto é uma rocha ígnea eruptiva (magmática) de composição máfica, por isso rica em silicatos de magnésio e ferro e com baixo conteúdo em sílica, que constitui uma das rochas mais abundantes na crosta terrestre. É uma rocha de granulação fina, coloração escura, matriz afanítica, frequentemente com textura porfírica, com fenocristais de olivina, augite e plagioclase, e uma matriz cristalina fina. Como minerais acessórios encontram-se, principalmente, óxidos de ferro e titânio. Ocasionalmente encontram-se basaltos com matriz vítrea, denominados sideromelanos, com raros cristais ou mesmo sem eles. O basalto, pela sua dureza e resistência à meteorização, é explorado para a produção de alvenarias e de agregados de construção civil e como rocha ornamental para revestimentos e calçadas. A produção de fibras de basalto é uma indústria em expansão.
O basalto é similar, em composição e origem, a rochas ígneas máficas como a diabase, o gabro e o andesito. O basalto também ocorre nas superfícies da Lua, de Marte e de Vênus, assim como em alguns meteoritos.

## Descrição
Basalto é, por definição assente no diagrama QAPF (diagrama de Streckeisen), uma rocha ígnea afanítica (de grão fino) com geralmente 45-55% de sílica (SiO2) e menos de 10% de minerais feldspatoides por volume, e onde pelo menos 65% do volume da rocha é constituído por feldspato na forma de plagioclase. Os basaltos são o tipo mais comum de rocha vulcânica na Terra, sendo um componente chave da crusta oceânica e a principal rocha constituinte da generalidade das ilhas oceânicas, incluindo a Islândia, os Açores, a Madeira, as Canárias, Cabo Verde, Reunião e as ilhas do Hawaii.  Os basaltos apresentam em geral uma matriz de grãos muito finos, ou mesmo de vidro vulcânico, intercalada com grão minerais visíveis a olho nu, os fenocristais. A densidade média é de 2,8-3,0 g/cm3.
O basalto é definida pelo seu conteúdo mineral e textura, sendo que descrições físicas sem contexto mineralógica podem não ser confiáveis em algumas circunstâncias. O basalto é geralmente de coloração cinzenta-escura a preta, mas meteoriza rapidamente para castanho ou vermelho-ferrugem devido à oxidação dos seus minerais máficos (ricos em ferro) em hematite e outros óxidos e hidróxidos de ferro. Embora geralmente caracterizadas como "escuras", as rochas basálticas exibem uma ampla gama de colorações devido a processos geoquímicos regionais. Devido à meteorização ou à presença de altas concentrações de plagioclase, alguns basaltos podem ser bastante claos, superficialmente semelhantes a andesitos para os olhos não treinados.
O basalto tem uma textura mineral de grão fino devido à rocha em fusão sofrer um arrefecimento rápido demais para permitir o crescimento de grandes cristais minerais. Apesar disso, muitas vezes é porfirítico, contendo cristais grandes (fenocristais) formados antes da extrusão que trouxe o magma à superfície, incorporados numa matriz de granulometria fina. Estas fenocristais são geralmente de olivina ou de uma plagioclase rica em cálcio, materiais que apresentam as mais altas temperaturas de fusão entre os minerais que podem cristalizar a partir do material em fusão.
O basalto com textura vesicular é conhecido como «basalto vesicular» quando a maior parte do volume da rocha é sólido, mas é designado por «escória» quando as vesículas ocupam mais de 50% do volume. Esta textura resulta da libertação dos gases dissolvidos no magma, os quais ao saírem da solução formam bolhas à medida que o magma descomprime ao atingir a superfície, mantendo-se as bolhas aprisionadas na lava, que endurece antes de os gases poderem escapar.
O termo «basalto» é por vezes aplicado a rochas intrusivas hipabissais, ou rochas subvulcânicas, com uma composição típica dos basaltos, mas, apesar desta similaridade em composição, estas rochas apresentam uma matriz fanerítica (grosseira) e são geralmente referidas como diabase (também conhecido como dolerite) ou, quando apresente grandes fenocristais (cristais com mais de 2 mm de diâmetro), como gabro. O gabro é frequentemente comercializado sob o nome de «granito negro».
Nas eras Hadeana e Archeana e no baixo Proterozoico, a composição química dos magmas que alimentaram as erupções vulcânicas dessas eras da história da Terra era significativamente diferente da predominante na actualidade, devido à imaturidade da diferenciação crustal e da astenosfera.  Estas rochas vulcânicas ultramáficas, com conteúdo de sílica (SiO2) abaixo dos 45% são geralmente considerados como komatiitos.

### Etimologia
A palavra "basalto" deriva do  latim tardio basaltes, uma variante do latim basanites "pedra muito dura", que fora importada do grego clássico βασανίτης (basanites), de βάσανος (basanos, "pedra de toque"), termo talvez originário da língua egípcia bauhun, "laje". A aplicação do termo na moderna petrologia, no sentido de basalto descrever uma rocha derivada de lava e com uma determinada composição mineralógica, deve-se a  Georgius Agricola que em 1556 utilizou a designação na sua famosa obra sobre minas e mineralogia intitulada De re metallica, libri XII. Agricola utilizou "basalto" para descrever a rocha vulcânica negra da colina de Schloßberg (a Colina do Castelo) em Stolpen, Alemanha, acreditando que se tratava da mesma "pedra muito dura" descrita por Plínio, o Velho em sua História Natural na passagem em que afirma «Os egípcios também descobriram na Etiópia o que designam por basanites, uma rocha que pela coloração e dureza se assemelha ao ferro: daí o nome que lhe deram.» Contudo, acredita-se que a rocha referida era um grauvaque, uma rocha sedimentar sem relação com o basalto.

### Formas e ocorrência
O basalto cobre cerca de 70 % da superfície terrestre, superando em área recoberta todas as demais rochas ígneas juntas. Esta rocha é particularmente abundante nos fundos oceânicos já que forma a camada superior da crusta oceânica (sem contar os sedimentos que a cobrem em parte). Em contextos científicos este tipo de basalto é designado por MORB, uma abreviatura de mid-ocean ridge basalt em inglês, designação genérica aplicada aos basaltos que se originam nas dorsais meso-oceânicas e que constituem as camadas superiores da crusta oceânica. Para além da crusta oceânica ordinária existem grandes extensões predominantemente de basalto designadas por trapps, que podem cobrir milhares de quilómetros quadrados, com escoadas individuais com volumes de mais de 2000 km³. Alguns dos principais trapps encontram-se na bacia do Paraná, na Sibéria, da meseta do Decão, no Carru e na bacia do rio Columbia. Outras zonas onde ocorre o basalto é em arcos vulcânicos continentais e insulares e em ilhas oceânicas.
Ao atingir a superfície durante uma erupção vulcânica, o basalto atinge temperaturas entre 1100 e 1250 °C. Em forma de lava, o basalto flui relativamente fácil podendo formar vulcões em escudo, os quais são essencialmente compostos desta rocha. A fluidez do basalto deve-se ao seu baixo conteúdo de sílica, que permite que escoadas de basalto avancem mais de 20 km e os gases do magma escapem sem chegar a formar colunas eruptivas.
O basalto pode ocorrer em variadas formas como lava, nuvens ardentes, em lahars ou fluxos de lodo, hialoclastites, como piroclastos e cinzas. Quando o basalto ocorre em forma de lava, pode tomar a forma de lava em almofada, lava Aa, lava pahoehoe e formar tubos de lava.
Um magma basáltico que cristaliza num dique forma o equivalente subvulcânico do basalto, a diabase, enquanto que se o mesmo magma cristaliza numa câmara magmática se forma um gabro, o equivalente plutónico do basalto.

### Basalto extraterrestre

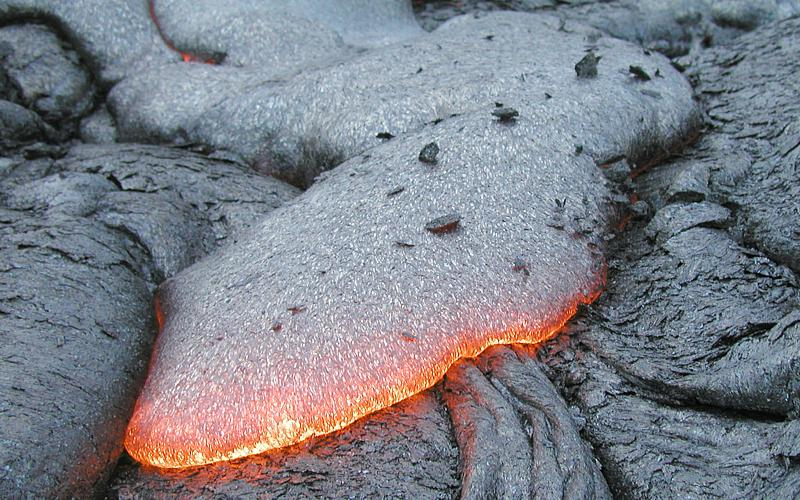
Basalto em forma de lava fundida e sólida.

O basalto também ocorre na superfície de outros corpos do sistema solar, como Marte, Vénus ou a Lua, onde cobre aproximadamente 17 % da superfície. O basalto lunar apresenta algumas diferenças em relação ao terrestre, entre elas um conteúdo maior de ilmenite. Alguns meteoritos do tipo acondrítico são constituídos por basaltos, o que evidencia actividade vulcânica no corpo celeste no qual se originaram. Existem acondritos basálticos que derivam da Lua, enquanto que outro grupo de acondritos basálticos chamadas «shergottitas» são provenientes da superfície de Marte.

## Química e mineralogia

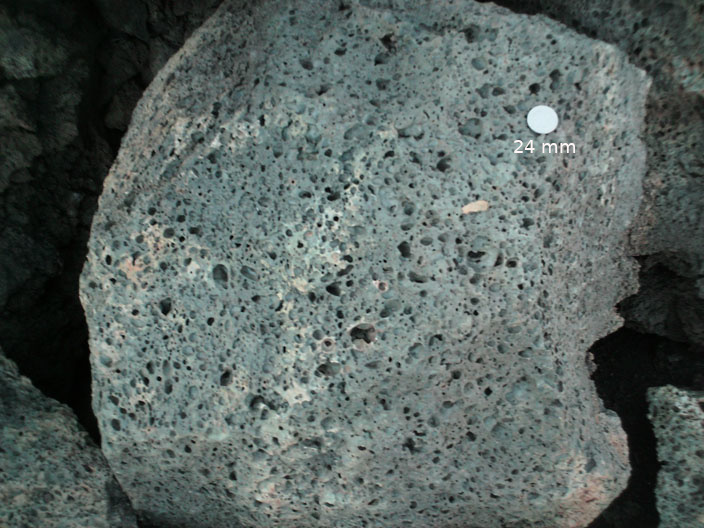
Basalto vesicular de Sunset Crater, Arizona (Estados Unidos).

Tetraedro basáltico: modelo de classificação das rochas basálticas.
Plano de saturação da sílica
ortopiroxena
clinopiroxena
albite
nefelina
quartzo
olivina

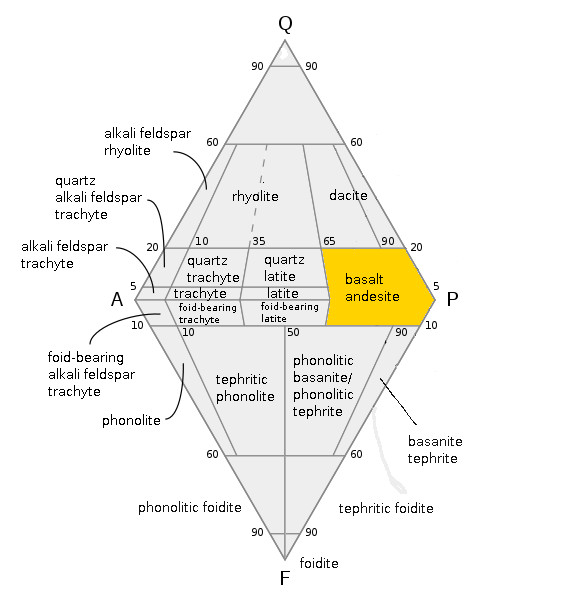
Diagrama QAPF com o campo basalto/andesito destacado em amarelo. O basalto se destingue do andesito por possuir menos de 52% de SiO_{2}.

O basalto é uma rocha de coloração escura a muito escura (melanocrática a holomelanocrática), rica em ferro e magnésio. Comparada com outras rochas ígneas, o basalto tem um baixo conteúdo em sílica. Ainda que o basalto possa ocorrer na forma de vidro, sem ou com muito poucos cristais, em geral contém fenocristais de olivina, augite e plagioclase. Os basaltos em geral têm uma textura porfírica com os fenocristais anteriormente mencionados e uma matriz cristalina fina.
As várias tipologias de basalto podem ser representadas, com boa aproximação, no «tetraedro basáltico» (ver figura) em função do seu grau de saturação em sílica. Naquele gráfico, os basaltos são classificados com base nos minerais que contenham e a divisão entre as várias categorias distribuídas pelos planos de saturação e sub-saturação. O plano de sub-saturação, com vértices Di-Ab-Fo é uma barreira térmica que, em qualquer condição de pressão, subdivide os basaltos em dois grupos que apresentam evolução diferente, tendendo a diferenciar-se sempre cada vez mais. O plano de saturação, com vértices Di-Ab-En por sua vez é uma barreira térmica apenas nas baixas pressões, sendo assim possível que um basalto olivínico evolva transformando-se num basalto toleítico.
Quando a composição de um basalto não atinja o plano de saturação da sílica, são expressas as nefelinas ([SiAlO4]Na) e a melilite, seguindo-se o domínio dos basanitos e, ao aproximar-se do plano de saturação, o dos basaltos alcalinos olivínicos. Para além do plano de saturação, surge o domínio toleítico, com os basaltos toleíticos, se o quartzo não está expresso, ou dos toleítos quártzicos quando, em resultado da normalização da composição química, este está virtualmente presente. Tendo em conta o atrás exposto, as principais tipologias de basalto são as seguintes:
- Basaltos nefelínicos e melilíticos (nefelinitos e melilitos) — rochas holofeldspatóidicas que ocorrem nos rifts, geralmente na fase final de evolução daquelas estruturas tectónicas;
- Basanito — é um basalto nefelino-normativo e a sua evolução conduz a produtos sempre mais sub-saturados. O basanito é característico do vulcanismo intra-placas pontual e de fraco volume;
- Boninito — é uma forma de basalto muito rica em magnésio, geralmente associada a erupções vulcânicas que ocorrem em bacias de retro-arco, distinguindo-se pelo seu baixo teor em  titânio e composição em elementos-traço;
- Basalto olivínico — é um basalto intermédio e rico em olivina; a sua evolução pode conduzir a produtos saturados ou sobressaturados. Este tipo de basalto, também conhecido por basalto alcalino, é relativamente pobre em sílica e rico em sódio. Sendo sub-saturado em sílica, pode conter feldspatoides, feldspatos alcalinos e flogopite. O basalto alcalino com olivina é uma rocha ubiquista que ocorre no vulcanismo intra-placas oceânico e continental de baixo volume;
- Basalto rico em alumina — é um tipo de basaltos com alto teor em alumina, podendo ser sub-saturados ou sobressaturados em sílica (ver mineralogia normativa). Estes basaltos apresentam mais de 17% de alumina (Al2O3), sendo intermediários em composição química entre os toleítos e os basaltos alcalinos. A composição relativamente rica em alumina é baseado em rochas sem fenocristais de plagioclase;
- Basalto toleítico — é o basalto das dorsais oceânicas (MORB), constituindo boa parte dos fundos oceânicos; é quartzo-normativo, relativamente rico em sílica e pobre em sódio, e a sua evolução conduz a produtos sempre mais sobressaturados. Inclusos nesta categoria está a maioria dos basaltos dos fundos oceânicos, a maioria dos basaltos que constituem as ilhas oceânicas e os basalto de inundação dos trapps continentais, tais como os que constituem o Grupo Basáltico do Rio Colúmbia (Columbia River Plateau);
  - Basalto das dorsais oceânicas (MORB) é um basalto toleítico que em geral apenas ocorre nas dorsais meso-oceânicas apresentando como característica distintiva um baixo teor em elementos incompatíveis.[17][18] Com teores em K2O inferior a 0,2 % e TiO2 inferior a 2,0 %, estes basaltos são os constituintes essenciais da crusta oceânica. Ocorrem igualmente no vulcanismo intra-placas oceânico e continental. Estes basaltos contêm uma ortopiroxena normativa (não expressa);
  - Basalto das margens continentais (CMB) nas zonas de subducção entre placas tectónicas oceânicas e continentais;
  - Basaltos dos arcos insulares (IAB) nas zonas de subducção entre placas tectónicas oceânicas;
  - Basaltos das ilhas oceânicas (OIB) nos pontos quentes no interior das placas.
- Toleíto quártzico — rocha rara, com um nome enganador pois jamais ocorre quartzo nestas rochas, estando apenas presente virtualmente em resultado da normalização da composição química.

Exemplo de uma composição química de basalto expressa em percentagem de massa de óxidos:
| SiO2  | TiO2 | Al2O3 | Fe2O3 | FeO  | MnO  | MgO  | CaO  | Na2O | K2O  | P2O5 |
| ----- | ---- | ----- | ----- | ---- | ---- | ---- | ---- | ---- | ---- | ---- |
| 49,97 | 1,87 | 15,99 | 3,85  | 7,24 | 0,20 | 6,84 | 9,62 | 2,96 | 1,12 | 0,35 |

Dados obtidos através da média dos resultados da análise de 3594 amostras de basalto.

## Origem

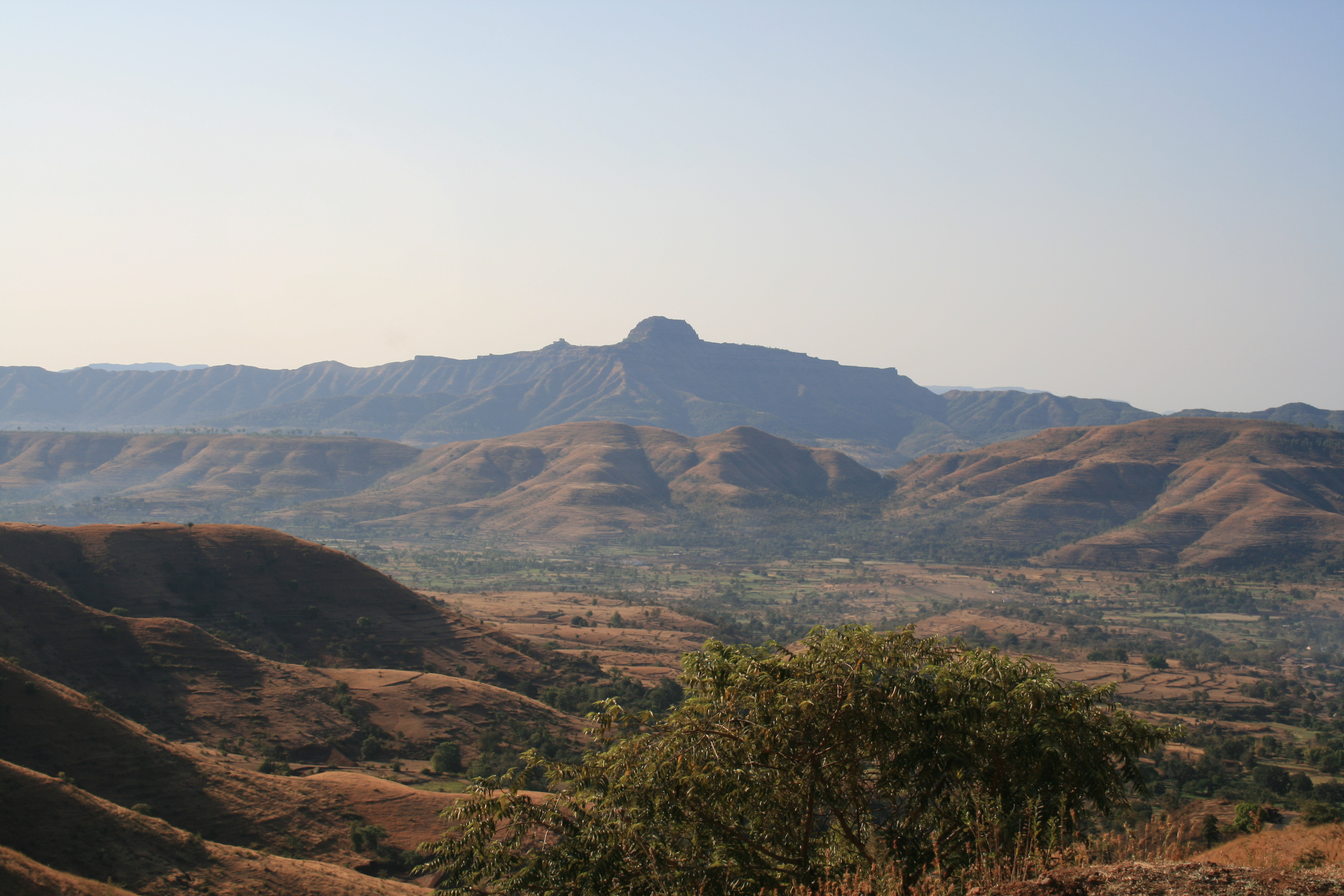
Colinas de basalto nos trapps do Decão, Índia.

Não existe consenso sobre se o basalto em estado de magma é primário (ou seja, se é originado directamente da fusão de rochas) ou se deriva de outro tipo de magma mais máfico. Em qualquer caso existem várias rochas que apresentam  a composição elementar necessária para que, mediante fusão directa ou por fusão e posterior refinamento, produzam magma basáltico. Estas rochas são o peridotito, o piroxenito, o hornblendito, o próprio basalto e outras rochas derivadas de basaltos metamorfizados, como o anfibolito e o  eclogito.
Por um conjunto de razões várias destas rochas foram desqualificadas como possível fonte de magma basáltico, sendo favorecida a tese de que são os peridotitos que dão origem aos basaltos, sem embargo de uma minoria de cientistas se inclinar para uma origem ligada à fusão dos eclogitos.
O mecanismo que desencadeia a fusão parcial das rochas das quais deriva, directa ou indirectamente, o magma basáltico varia dependendo do ambiente tectónico. Nas dorsais meso-oceânicas a sucessiva separação das placas tectónicas provoca a ascensão de material (peridotito) do manto terrestre e a sua fusão parcial por descompressão. Os basaltos originados sobre zonas de subducção são produzidos pela fusão parcial das rochas do manto devido à entrada de fluidos aquosos provenientes da placa que sofreu subducção. Os basaltos que ocorrem no interior de placas tectónicas e não nos bordos são em geral considerados como resultado da fusão parcial provocada pelas altas temperaturas de plumas do manto.
O basalto é produzido principalmente nas erupções que ocorrem:
- nas dorsais meso-oceânicas, que são o foco da expansão do assoalho oceânico e dão origem à chamada tectónica de placas, assim, a maior parte dos fundos oceânicos é constituída de basaltos;
- em enormes derrames que formaram grandes planaltos continentais, como, por exemplo, na Bacia do Paraná, no sul do Brasil, no norte da Sibéria, no planalto de Decan, na Índia; e
- em menor volume, embora mais evidentes, em erupções vulcânicas como em algumas das ilhas do arquipélago do Havaí. Também podemos encontrar o basalto em todas as ilhas do arquipélago dos Açores.

A cidade de Nova Prata é a capital nacional do basalto no Brasil.
O basalto é uma rocha extremamente frequente (muito mais frequente que o gabro, que é o seu equivalente plutónico/intrusivo). Isto verifica-se pois ambos são rochas derivadas de magmas básicos, ou seja, magmas fluidos que tendem a emergir, pois são menos densos que as rochas da crusta. Com isto, muito mais provavelmente o magma atinge a superfície, arrefecendo rapidamente e originando basalto, do que a sua ascensão ser impedida (pela ausência de fendas nas rochas que se sobrepõem, p.e.), levando a um arrefecimento mais gradual e à posterior formação do gabro.

## Rochas derivadas

### Ígneas
O magma basáltico pode produzir rochas distintas do basalto, como o andesito, o dacito e o riolito, em resultado da cristalização fraccionada, apesar da assimilação de rochas da crusta também ter um papel importante na formação destas rochas. Segundo os resultados obtidos com algumas experiências de laboratório, é possível gerar magma félsico directamente a partir da fusão parcial de basalto. No caso dos riolitos da Islândia são aceites duas hipóteses explicativas da sua formação, ambas envolvendo o basalto: (1) uma que postula que os riolitos resultam da fusão parcial do basalto; (2) e outra que postula que a cristalização fraccionada e a assimilação cortical por parte do magma basáltico geram o magma riolítico.

### Metamórficas

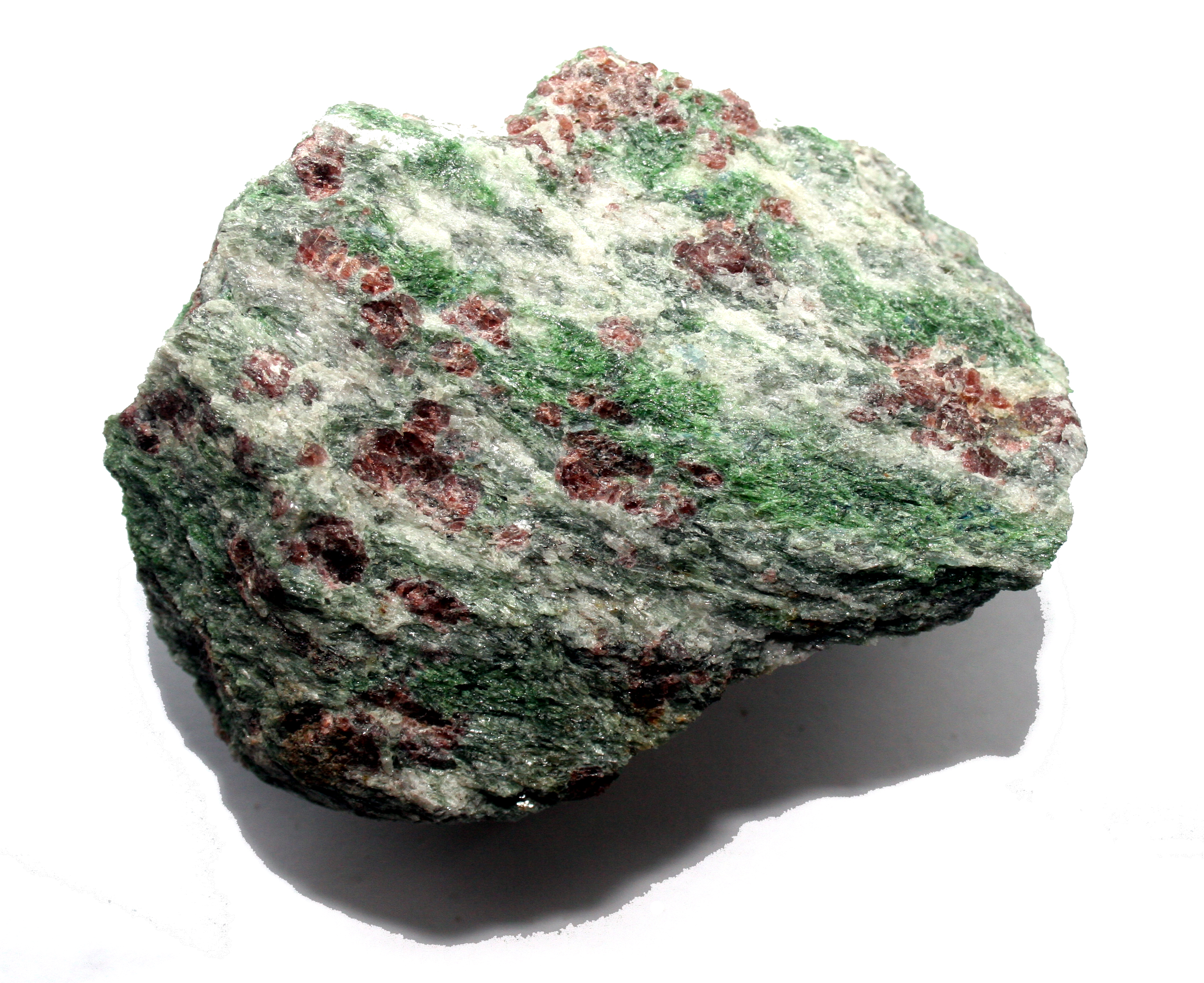
Eclogite, uma rocha que se forma em resultado do metamorfismo extremo do basalto.

O basalto pode constituir o protólito de uma vasta gama de rochas metamórficas, dependendo o tipo de rocha formado das condições de temperatura e pressão aquando da cristalização. Algumas das rochas metamórficas que podem derivar do basalto (metabasaltos) são os xistos azuis, os xistos verdes, a anfibolite e a granulite. As diferentes fácies metamórficas são designadas pelo nome das rochas formadas a partir de um determinado tipo protólito basáltico.
As eclogites são rochas de composição basáltica que foram expostas a pressões extremas no manto ou em zonas de subducção.
Basaltos alterados por circulação hidrotermal nas imediações das dorsais meso-oceânicas formam espilitos.

## Alteração e meteorização
Quando sujeitos à meteorização química, os componentes do basalto tendem a decair na seguinte ordem: sideromelano, olivina, plagioclase, piroxena e, no final, minerais opacos.
A meteorização química do basalto consume dióxido de carbono, sendo que 70 % deste consumo se deve à meteorização de aluminossilicatos com magnésio e cálcio.
O sideromelano, um vidro basáltico, altera-se em contacto com a água, transformando-se num  material designado por palagonite, antes de decair finalmente em esmectite, um mineral do grupo das argilas.

## Uso e propriedades

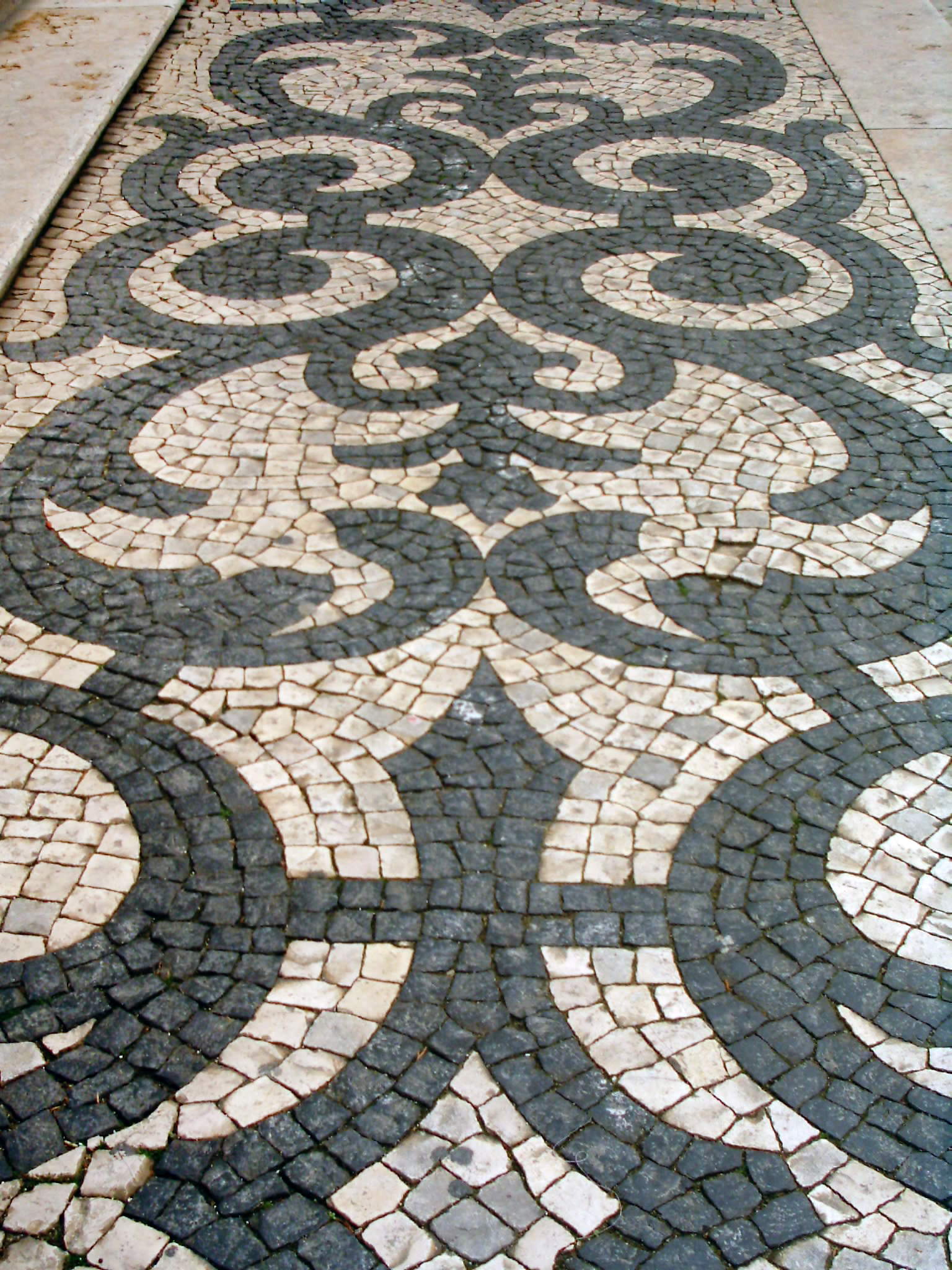
Calçada de basalto (negros) e calcário (brancos) em Lisboa.

O basalto tem um coeficiente de dilatação térmica mais baixo que o granito, o calcário, o arenito, o quartzito, o mármore, ou a ardósia, pelo que sofre pouco dano em incêndios. Dado o baixo albedo dos basaltos, as superfícies desta rocha tendem a aquecer mais que as outras, resultado da radiação solar, chegando a registar temperaturas de quase 80 °C no Sahara. O basalto maciço (sem vesículas) tem uma densidade de 2,8 a 2,9 g/cm³ sendo mais denso que o granito e o mármore mas menos que o gabro. Na escala de dureza de Mohs estimou-se que o basalto tem uma dureza que pode variar de aproximadamente de 4,8 a 6,5.
Estas características físico-químicas do basalto, que se traduzem em boa resistência mecânica, boas características geotécnicas e resistência à meteorização. Em consequência, através da história o basalto foi empregado como material de construção e para estatuária por diversas culturas. entre elas a dos olmecas do México, o Reino Antigo, e o povo rapanui, entre muitas outras. Na actualidade são utilizadas fibras artificiais de basalto para reforçar estruturas de betão (concreto).
Apesar de ser impermeável, o seu uso não é aconselhável para certas obras hidráulicas devido à sua excessiva fracturação. Outro defeito é que as superfícies de basalto tendem a formar pequenas manchas brancas em resultado do mineral analcite se alterar, possivelmente em resultado da radiação solar.
Os basaltos, em razão da sua textura fina e isotrópica, são igualmente valorizados como britas e outros inertes de forte compacidade e de grande resistência mecânica. Alguns podem ser utilizados para a preparação de balastro de vias férreas.
A lã de rocha é um produto obtido a partir de basalto ou de diabase, uma rocha análoga ao basalto, por um processo de fusão durante o qual é adicionado produtos fundentes e coque (para elevar a temperatura aos 1500 °C) seguido de extrusão.
No campo das técnicas inovadoras de geoengenharia, foi proposta a tecnologia de meteorização aumentada, destinada à fixação de dióxido de carbono (CO2) atmosférico em solos agrícolas através do espalhamento de basalto finamente pulverizado sobre o solo.

## História

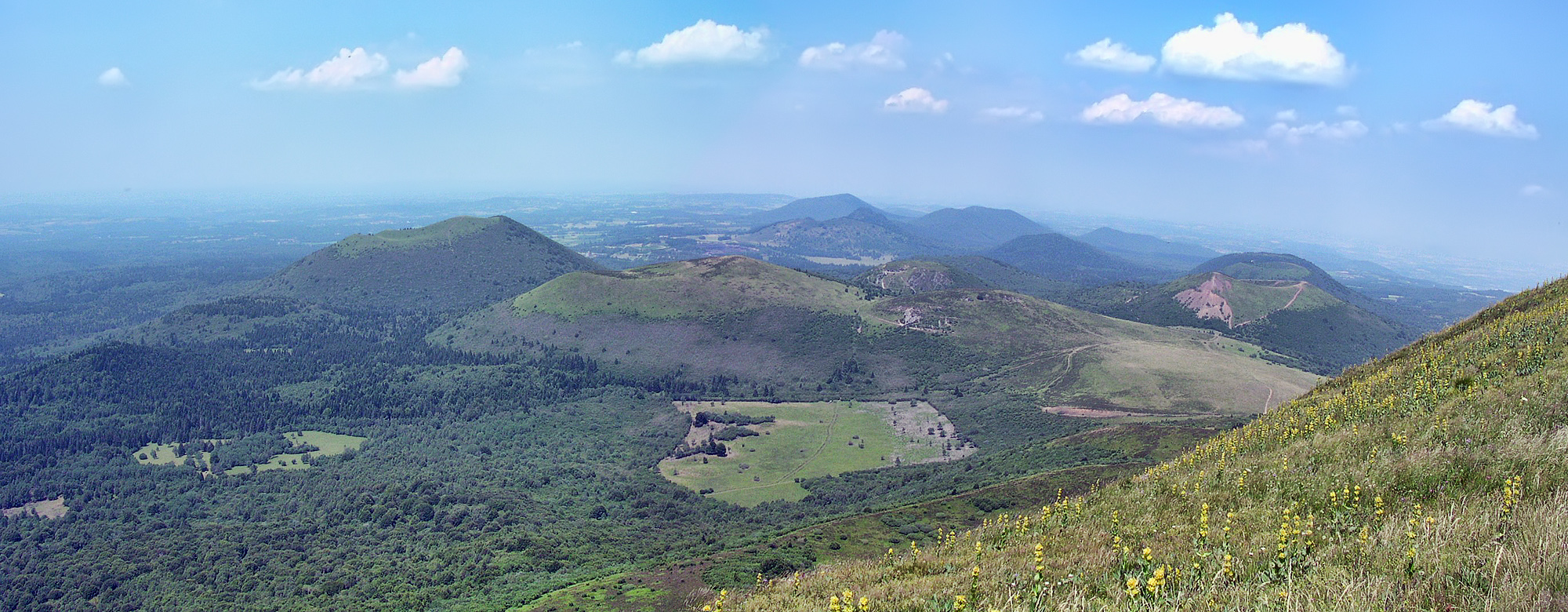
Os vulcões da Chaîne des Puys, em França, foram instrumentais para comprovar a origem vulcânica do basalto.

Durante as décadas em torno do ano 1800 gerou-se uma controvérsia científica em torno da origem do basalto. Discípulos e seguidores do geólogo alemão Abraham Gottlob Werner, iniciador da teoria do «neptunismo», sustentavam que o basalto era uma rocha sedimentar que tinha origem na precipitação de sais num grande oceano ancestral. A esta teoria, assente no neptunismo, opuseram-se os seguidores de James Hutton, posteriormente conhecidos como «plutonistas», que afirmavam que o basalto era uma rocha intrusiva, e os «vulcanistas» que consideravam o basalto como uma rocha vulcânica. Alguns dos argumentos dos neptunistas contra a origem vulcânica do basalto era a presença daquela rocha em lugares como a Calçada dos Gigantes e as colinas da Saxónia onde não existe vulcanismo activo, para além de alegados achados de fósseis em basaltos. A confusão que causava a presença de basalto sem actividade vulcânica aparentes também se deu nas Américas, onde Juan Ignacio Molina assinalou a presença de basaltos nas ilhas Chiloé, onde na actualidade não há  vulcanismo activo, descartando assim uma origem vulcânica para as rochas ali existentes. A formação de basalto pelas erupções vulcânicas recentes, em especial a presença de lavas basálticas, era explicada pelos neptunistas com o argumento que estas se deviam à fusão de basalto neptuniano sob os vulcões.
Por volta do ano de 1830 o grupo dos neptunistas já se tinha desintegrado, perdendo a maioria dos seus seguidores, os quais reconheceram a origem vulcânica do basalto, em alguns casos devido a visitas aos vulcões extintos e basaltos da Chaîne des Puys em França.